# Aurelia Stern
Aurelia Stern (auch Aurelia Franz und Aurelia Lehmann * 7. Januar 2000) ist eine deutsche ehemalige Kinderdarstellerin.

## Leben
Ihre ersten Auftritte hatte Stern mit acht Jahren in Werbespots, unter anderem für Spielfilm.de.
2009 bekam sie eine Hauptrolle in der Serie Die Pfefferkörner und spielte dort 38 Folgen lang die „Emma Krogmann“, in der 200. Folge hatte sie einen Gastauftritt.
Sie lebt im Hamburger Stadtteil Billstedt.

## Filmografie
- 2006: Puppenhausliebe (Kurzfilm)
- 2009–2012, 2019: Die Pfefferkörner (Fernsehserie, 39 Folgen)
- 2014: Die Frauen der Wikinger – Odins Töchter (Dokumentarreihe, Folge 1)